# Placa indo-australiana

Placa indo-australiana, depois da divisão entre as placas Indiana e Australiana

Placa indo-australiana foi uma grande placa tectônica, que incluiu o continente da Austrália o e oceano circundante, além do subcontinente indiano e as águas adjacentes. Ela era formada pela fusão das placas Indiana e Australiana há 43 milhões de anos. Estudos recentes e eventos sísmicos, tais como o terremoto do Oceano Índico em 2012, sugerem que a placa indo-australiana tem se dividido em duas ou três partes separadas, devido principalmente a tensões induzidas pela colisão da placa Indo-australiana com a Eurasiana ao longo dos Himalaias. A separação ocorreu há pelo menos 3 milhões de anos.
A parte oriental (Austrália) está se movendo em direção ao norte, à taxa de 5,6 cm por ano, enquanto a parte ocidental (Índia) está movendo-se a uma taxa de 3,7 cm por ano devido ao impedimento dos Himalaias. Este movimento diferencial resultou na compressão da placa próximo ao seu centro em Sumatra e a resultou nas placas Indiana e Australiana.
Uma terceira placa, conhecida como a placa de Capricórnio, também pode ser a separação do lado ocidental da placa indiana como parte da continuação da cisão da placa indo-australiana.